# AMX 40 (средний танк)
AMX 40 — французский средний танк. Разработан в 1940 году на уровне эскизного проекта.

## История создания
До начала Второй мировой войны французские главнокомандующие были уверены, что танку важна броня, а скорость им нужна лишь для сопровождения пехоты. Но мнение изменилось после того как проявили себя в бою БТ-5, Т-26, Pz.II и Pz.III, которые обладали меньшим бронированием, чем французские Char B1-bis, Somua S35 и S-40, но выигрывали скоростью и манёвренностью. Лёгкие подвижные танки показали себя в бою лучше, чем тяжёлые. Французы в 1939—1940 годах оформили несколько заказов на создание лёгких, средних и тяжёлых танков, приведших к появлению весьма перспективных проектов.
Одной из таких разработок стал средний танк АМХ 40, проектирование которого началось в марте 1940 году инженерами мастерских Issy-les-Moulineaux. Танк планировался для быстрых прорывов и больше соответствовал концепции кавалерийского.
Планировалось, что в период 1941—1942 годов этот танк сможет полностью заменить устаревшие танки Somua S-35 и S-40. Однако в июле 1940 года проектирование было прекращено после захвата Франции немецкими войсками.

## Технические особенности
При создании АМХ 40 использовались технические новинки, ранее не применявшиеся во французском танкостроении: бронелисты танка располагались под рациональными углами наклона, корпус танка почти не имел прямых углов. Лобовая броня танка достигала в толщину 60 мм, бортовые бронелисты — 30-50 мм, задние бронелисты имели толщину 40 мм. Ходовая часть сильно отличалась от стандартных многоколёсных шасси с открытыми узлами подвески и состояла из четырёх опорных катков диаметром в 82 см, с бортов прикрытая бронещитом. Инженеры предусмотрели использование колёсно-гусеничного движителя, аналогичного тому, что применялся на советских «БТ» и американских «Кристи»: два задних катка были ведущими, что обеспечивало движение без гусениц.
Башня литая, яйцеобразной формы, сзади предусмотрен единственный люк диаметром всего 60 см. Для наблюдения за окружающей обстановкой мог использоваться перископ.
На AMX 40 предполагалось использовать дизельный двигатель мощностью 160 л. с., что было заметно меньше, чем у S-35 (190 л. с.) и S-40 (220 л. с.), при том, что вес был почти 20 тонн (близок к S-35). Новая система подшипников могла не только удерживать значительный вес, но и обеспечивала очень хорошую производительность, что позволило использовать менее мощный двигатель. Выбор дизельного топлива значительно повышал безопасность, препятствуя воспламенению.
Экипаж АМХ 40 состоял из трёх человек: командира, водителя и заряжающего.
Основное вооружение АМХ 40: 47-мм пушка SA 35 и два пулемёта Reibel калибра 7,5-мм. Второй пулемёт размещался позади башни и был направлен вверх — предназначался для стрельбы по воздушным целям. Боекомплект составлял 156 снарядов и 30 магазинов для пулемётов.